# 地鐵：最後的曙光
《戰慄深隧：最後曙光》（台湾又译作）是一款动作式生存恐怖第一人称射击游戏。游戏为《地铁2033》的续作，原本命名为《戰慄深隧2034》（Metro 2034）。
《戰慄深隧：最後曙光》原本预计要在2012年夏天发布，後來發行商THQ在2012年2月2日宣佈遊戲最快在2013年第一季發行。隨著THQ在2012年底的破產保護，遊戲的轉移到電子遊戲發行商Deep Silver手上。《最後曙光》在Windows、Xbox 360和PS3的版本於2013年5月14日在北美發行，17日在歐洲發行。OS X的版本在2013年9月10日發行，Linux版在2013年11月5日發行。系列續作《戰慄深隧：流亡》於2019年2月發售。

## 故事劇情
游戏背景接續《地铁2033》结局，阿尔乔姆和斯巴达游骑兵们登上莫斯科电视塔，成功引导飛彈摧毀了Dark Ones的聚集地。《最後曙光》時間設定在前作的一年之後，即2034年。在《2033》中由阿尔乔姆一行人发现的D6軍事基地成為斯巴达游骑兵的根據地，阿爾喬姆也成為他們的一員。
一日，曾在前作帮助阿尔乔姆的神秘商人可汗來到D6，告知阿爾喬姆自己发现仍有一個Dark One小孩活過了飛彈攻擊，而可汗認為Dark Ones是人類未來存活的關鍵，希望阿尔乔姆与他进行交流。然而，游骑兵的領導者米勒持相反意見，認為他們是對人類的威脅。米勒遂派出他的女兒，狙擊手安娜和阿爾喬姆一起去追捕這最後一個Dark One。最後他們發現了這個倖存的Dark One，他還是個小孩，在阿爾喬姆一番追捕後，Dark One透過他的能力使阿爾喬姆昏了過去，等到阿爾喬姆醒來時，他和幾個紅軍（The Red Line）士兵成為了納粹帝國（Nazi Reich）的俘虜。
被俘的紅軍士兵中有一人叫作帕维尔·莫罗佐夫，在納粹帝國的根據地裡，帕维尔和阿爾喬姆攜手合作，一起逃離了帝國。在抵達了紅軍的地盤以後，帕维尔卻令人拘捕了阿爾喬姆，成為紅軍的階下囚。在阿爾喬姆逃離這裡時，他得知了紅軍的Korbut將軍欲攻佔D6的計劃，以及曾为游骑兵的Lesnitsky攜帶了在D6發現的生化武器（病毒）叛逃來紅軍，而Pavel的任務是要追捕最後的Dark One。阿爾喬姆最後逃出了紅軍的地鐵站，在一番折騰後抵達Ranger的根據地教堂，Anna也在該處等待阿爾喬姆。稍後，教堂遭受了Lesnitsky帶領的士兵襲擊，Anna被俘虜，阿爾喬姆勉強逃過一劫，並在被紅軍用病毒攻擊的Oktyabrskaya地鐵站拯救了Anna。之後，阿爾喬姆和Khan會合，兩人追上紅軍運載Dark Ones的列車，在一番戰鬥後，阿爾喬姆找到了Dark One小孩，並且發現曾有Dark Ones在他小的時候拯救過他。
在護送Dark One小孩回Polis地鐵站的途中，阿爾喬姆會先後遇到Lesnitsky和Pavel，透過Dark One的讀心術，阿爾喬姆了解到Korbut將軍想要在佔領D6以後使用那裡的生化武器消滅所有不屬於紅軍的地鐵站。阿爾喬姆可以選擇殺掉Lesnitsky和Pavel，或是原諒他們。
兩人抵達了Polis，該處正在進行漢薩（Hansa）、紅軍、納粹的和平會談，Dark One再次使用他的能力，讓紅軍領導人Moskvin承認他犯的罪，以及和平會談只是要掩護Korbut將軍攻佔D6的行動。阿爾喬姆、Khan、Miller以及其他的Ranger急忙返回D6，並和Korbut帶領的軍隊發生激烈的戰鬥。在戰鬥的最後，Ranger死傷慘重，一輛紅軍的列車撞進了Ranger的防線，身負重傷的阿爾喬姆從撞擊的昏迷中甦醒時，Korbut的部隊已經將他們團團包圍。
遊戲這時依照玩家在遊戲中的舉動分成兩個結局，一個結局中，阿爾喬姆照Miller的命令啟動了D6的自毀裝置，避免Korbut使用這裡的生化武器造成一場新浩劫，而Ranger和在場的紅軍都在D6的爆炸中被消滅。這個結局的多年後，Anna對阿爾喬姆的孩子講述了他父親的冒險。在另外一個結局中，突然出現的Dark One小孩阻止了阿爾喬姆啟動自毀裝置的舉動，數名在D6的裡休眠的Dark Ones也一同出現，擊敗了Korbut的軍隊。在兩個結局中Dark One小孩都和其他的Dark Ones都一起離開了，但是他保證會回來幫助人類重建世界。

## 開發過程
在2012年5月24日官方上傳了一部《戰慄深隧：最後曙光》的真人宣傳短片並達到了超過三百萬次點擊數。
遊戲參與了2011年的E3遊戲展，在展覽中提供了試玩並且獲多個獎項的提名與獲獎。另外，雖然E3展中遊戲曾在Wii U上有展示影片（show-reel），但是THQ後來宣佈遊戲將不會在該平台上釋出。
在2012年10月12日，遊戲的多人遊戲模式被宣佈取消，然而，開發團隊對於遊戲發售後增加多人遊戲模式的可能性仍持保留。
2012年11月底至12月初時，官方陸續釋出關於三個「倖存者」：傳教士、模特兒和指揮官的真人短片以及他們的故事、簡介。
在2012年12月時，遊戲原先的發行商THQ根據美國破產法第十一章申請破產保護，發行《戰慄深隧》系列的權力在2013年1月22日被拍賣給Deep Silver（Koch Media），Deep Silver並且把《戰慄深隧：最後曙光》的北美發行日期訂在2013年5月14日，歐洲則是17日發行。

## 重製版
在2014年5月22日，遊戲宣佈要發行重製版（Redux），重製版在Microsoft Windows、Linux、PlayStation 4和Xbox One上發行。重製版提升了畫質，《最後曙光》的重製版會包含原版所有的DLC內容。2020年2月，重製版被移植到 Nintendo Switch 發售，獲得良好評價。

## 外部連結
- 官方網站（页面存档备份，存于）